# Pabellón del jubileo
|  |

|  |

|  |

|  |

|  |

|  |

|  |

|  |

| O22 |

| W3 |

| W4 |

| O23 · W3 |

## El jeroglífico del pabellón

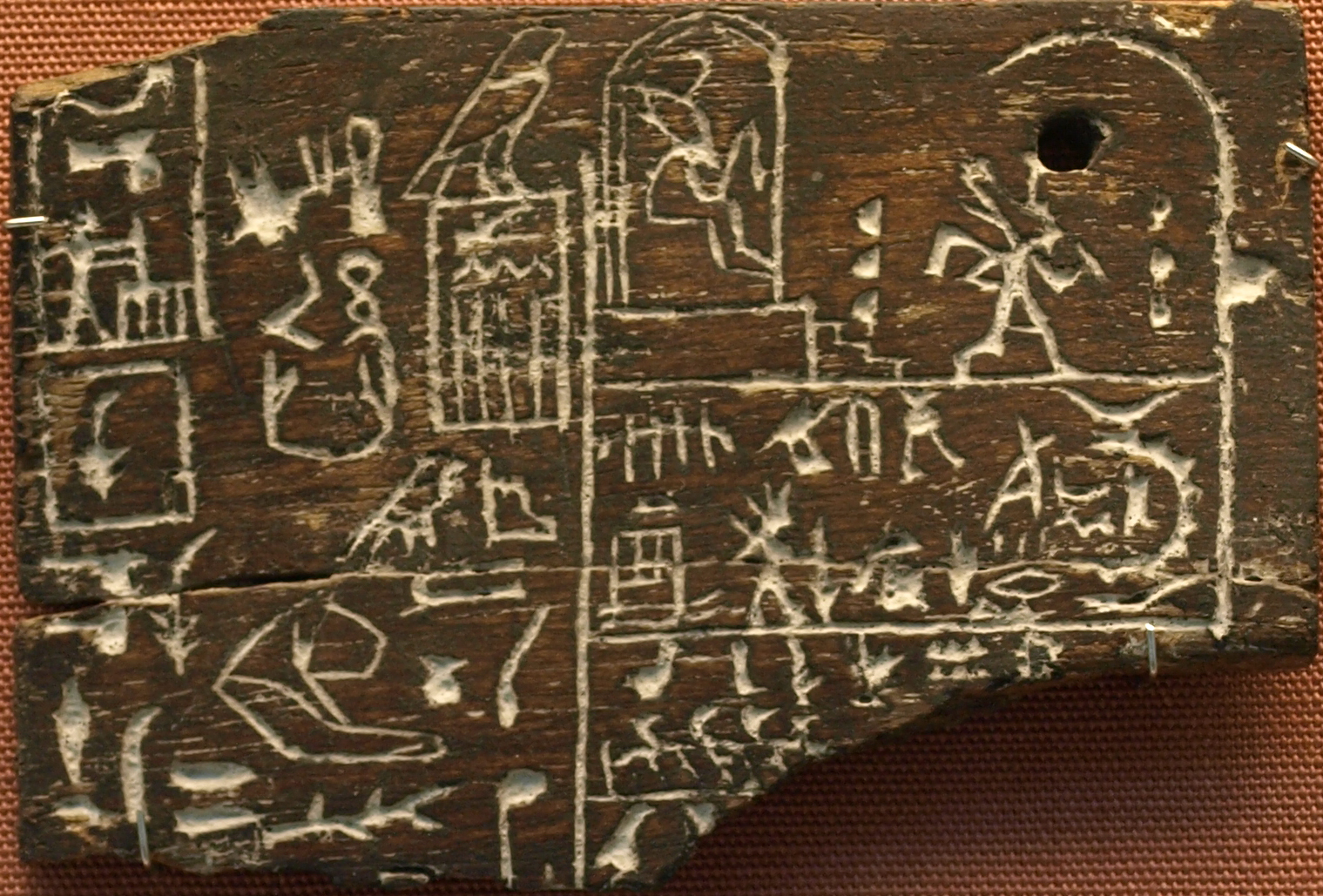
Tablilla mostrando al rey Den, faraón de la dinastía I de Egipto.

El jeroglífico muestra una vista lateral de un pabellón con la techumbre curvada, que es similar a la mitad del jeroglífico anterior.
| O18 |

Las tablillas más antiguas, como la del faraón Den, ya muestran la imagen lateral de un pabellón  real. En la imagen, se ve al faraón sentado, portando las dos coronas, la del sur, la corona Blanca, y la del norte (delta del Nilo), la corona Roja.
Otro ejemplo es un dintel de la época del faraón Senusert II, de la duodécima dinastía, siglo XIX a. C.

## Amuleto del contrapeso del menat

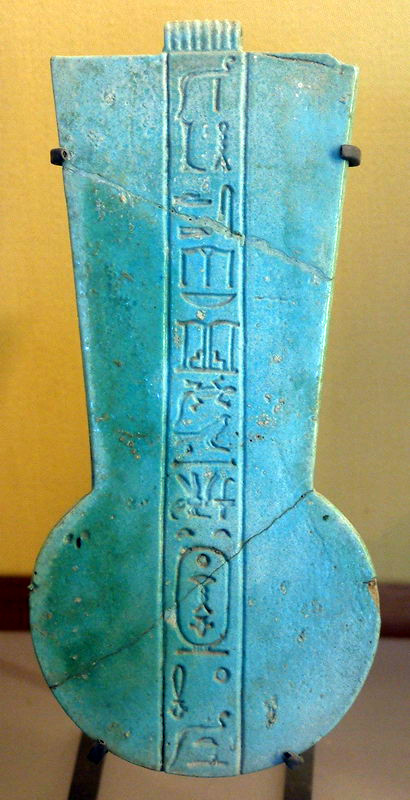
Un amuleto del contrapeso del menat, celebrando el Heb Sed de Psamético I.

El amuleto del contrapeso de menat de Psamético I utiliza los tres jeroglíficos separados:  pasaje, cuenco y pabellón en ese orden. Debajo un lagarto, un ave, y el título real en egipcio antiguo Nesut-Bity (rey del sur y del norte) con el nombre de Psamético II dentro de un cartucho egipcio. El lagarto indica las «multitudes»: el pueblo de Antiguo Egipto. Al principio del texto la cobra, después la palabra Hb-Sd, y un determinativo. 
| N20 |

El texto completo indica aproximadamente: Anuncio: Heb-Sed, multitudes, Nesut Bity, Psamético I.

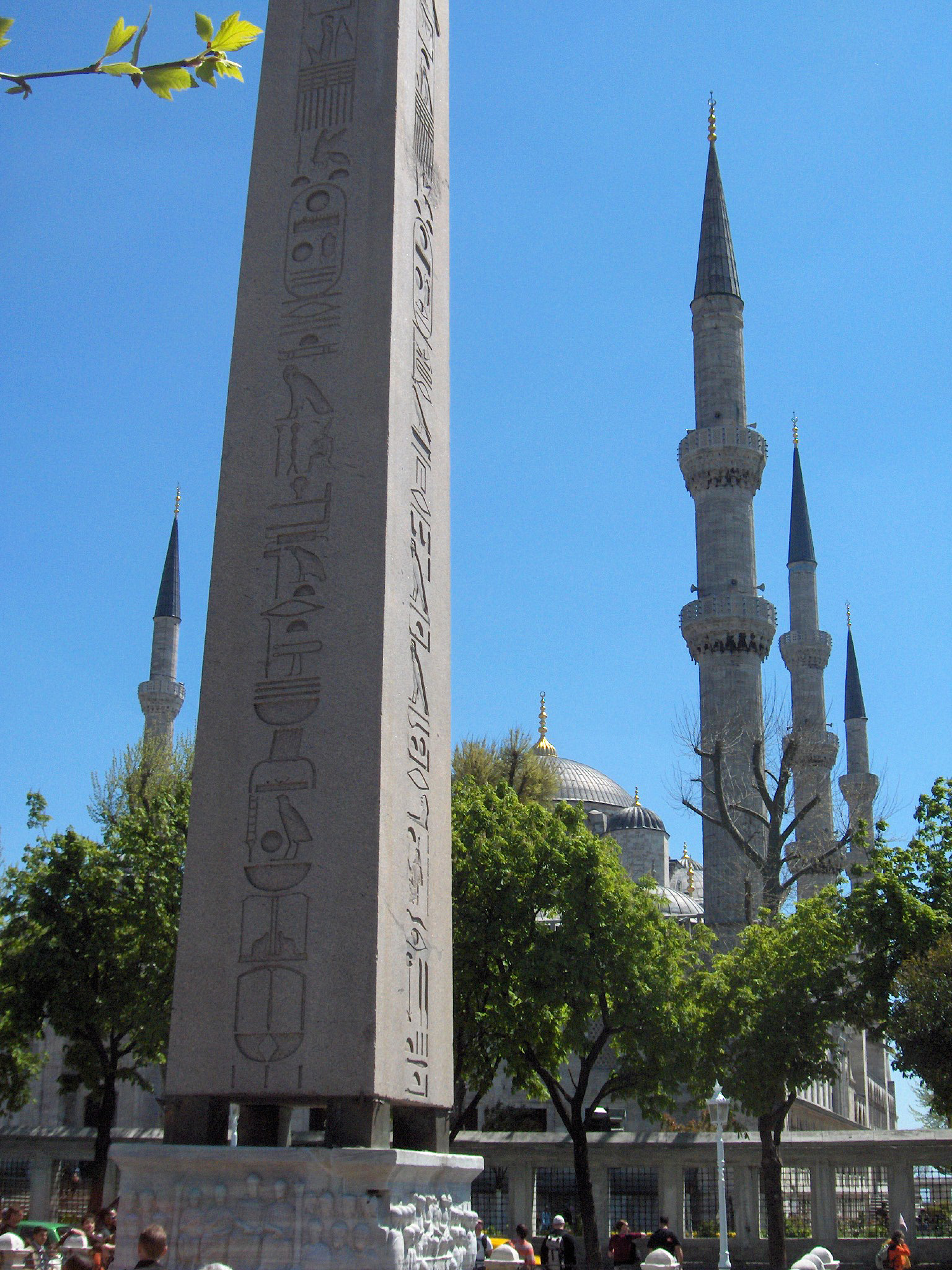
Obelisco de Thutmosis III mostrando los pabellones Heb Sed.
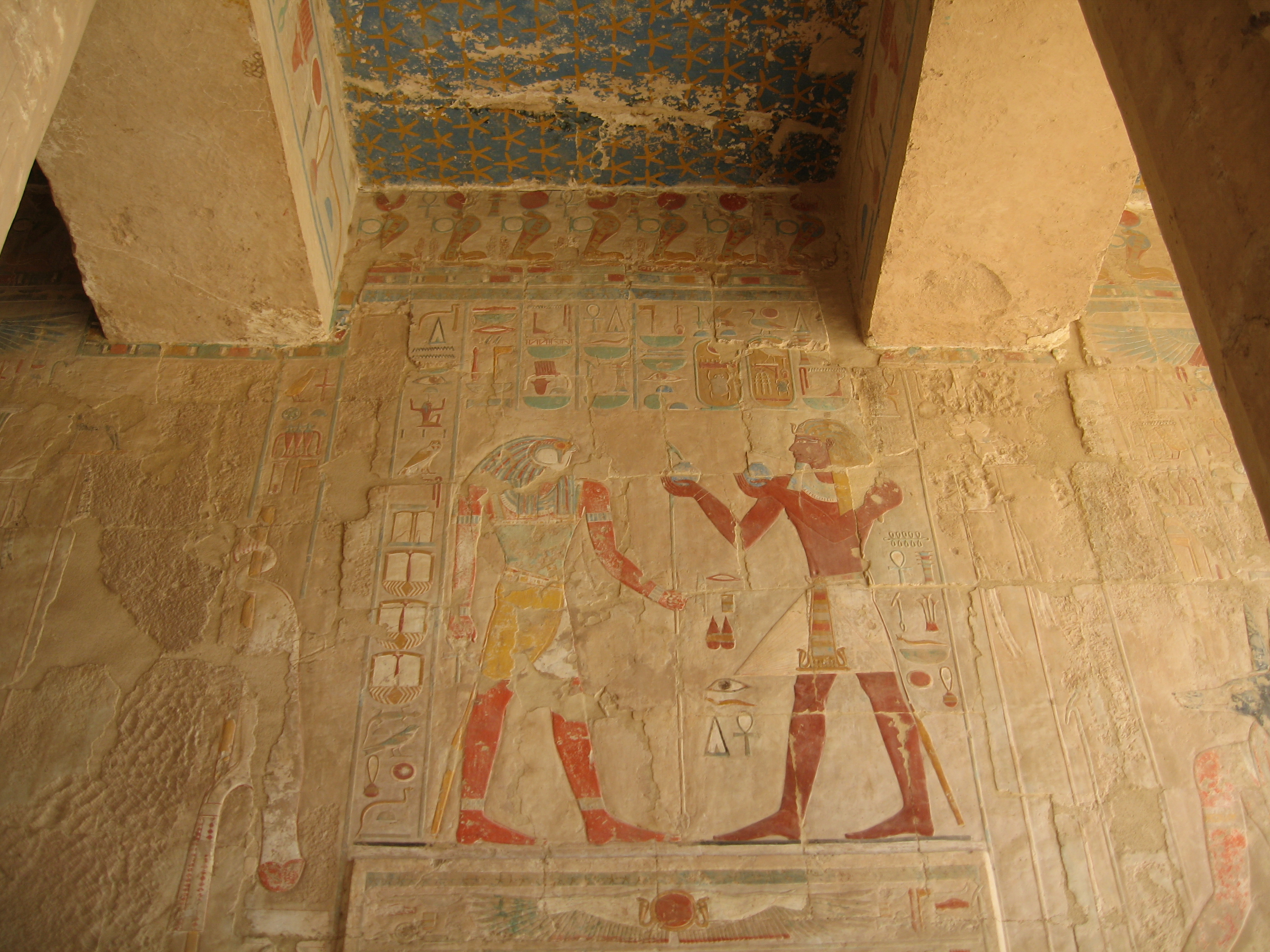
Capilla del templo de Hatshepsut, con los pabellones Heb Sed.
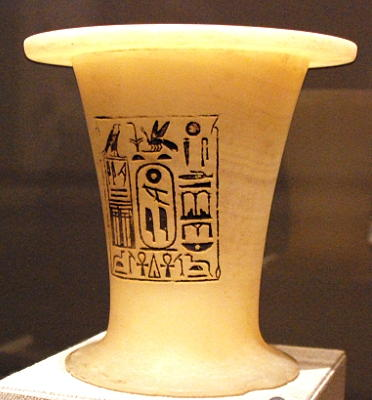
Recipiente de alabastro conmemorativo del Heb Sed de Pepi I.